# Clavosurcula
Clavosurcula é um gênero de gastrópodes pertencente a família Cochlespiridae.

## Espécies
- Clavosurcula schepmani Sysoev, 1997[3]
- Clavosurcula sibogae Schepman, 1913[4]